# فايتفيل
فايتفيل (بالإنجليزية: Fayetteville, Arkansas)، هي ثاني أكبر مدينة من حيث عدد السكان في ولاية أركنساس الأمريكية، وهي مقر مقاطعة واشنطن، وأكبر مدينة في منطقة شمال غرب أركنساس. بلغ عدد سكان المدينة 93,949 نسمة وفقًا لتعداد عام 2020، ويُقدّر أن العدد ارتفع إلى 101,680 بحلول عام 2023. تقع المدينة على أطراف جبال بوسطن، ضمن منطقة جبال أوزارك. سُمّيت المدينة نسبة إلى فايتفيل في ولاية تينيسي، التي جاء منها العديد من المستوطنين، وتم اعتمادها كمدينة رسمياً في 3 نوفمبر 1836. وتُعد فايتفيل جزءًا من المنطقة الإحصائية الحضرية فايتفيل–سبرينغديل–روجرز، التي بلغ عدد سكانها 576,403 نسمة في عام 2020.
تضم فايتفيل جامعة أركنساس، وهي الجامعة الرئيسية في الولاية. وعندما تكون الدراسة في الجامعة جارية، يساهم آلاف الطلاب في تغيير وتيرة الحياة في المدينة. كما يسافر آلاف من خريجي ومحبي فريق "رايزرباكس أركنساس" إلى فايتفيل لحضور مباريات كرة القدم وكرة السلة والبيسبول.

## التركيبة السكانية
حدّد مكتب تعداد الولايات المتحدة بيانات التركيبة السكانية لفايتفيل في تعداد الولايات المتحدة. في ما يلي، التركيبة السكانية حسب تعدادي 2000 و2010.

### تعداد عام 2000
بلغ عدد سكان فايتفيل 58,047 نسمة بحسب تعداد عام 2000، وبلغ عدد الأسر 23,798 أسرة وعدد العائلات 12,126 عائلة مقيمة في المدينة. في حين سجلت الكثافة السكانية 404.5 نسمة لكل كيلومتر مربع (1,047.7/ميل2). وبلغ عدد الوحدات السكنية 25,467 وحدة بمتوسط كثافة قدره 177.5 لكل كيلومتر مربع (459.7/ميل2).
وتوزع التركيب العرقي للمدينة بنسبة 86.50% من البيض و5.11% من الأمريكيين الأفارقة و1.26% من الأمريكيين الأصليين و2.56% من الأمريكيين ذوي الأصول الآسيوية و0.16% من سكان جزر المحيط الهادئ و1.99% من الأعراق الأخرى و2.42% من عرقين مختلطين أو أكثر و4.86% من الهسبانيون أو اللاتينيون من أي عرق.
بلغ عدد الأسر 23,798 أسرة كانت نسبة 27.2% منها لديها أطفال تحت سن الثامنة عشر تعيش معهم، وبلغت نسبة الأزواج القاطنين مع بعضهم البعض 37.7% من أصل المجموع الكلي للأسر، ونسبة 9.6% من الأسر كان لديها معيلات من الإناث دون وجود شريك، بينما كانت نسبة 3.7% من الأسر لديها معيلون من الذكور دون وجود شريكة وكانت نسبة 49% من غير العائلات. تألفت نسبة 34% من أصل جميع الأسر من عدة أفراد يعيشون في نفس المنزل ونسبة 5.7% كانت تتألف من شخص يعيش بمفرده يبلغ من العمر 65 عاماً أو أكثر. وبلغ متوسط حجم الأسرة المعيشية 2.21، أما متوسط حجم العائلات فبلغ 2.91.
بلغ العمر الوسطي للسكان 26.9 عاماً. وكانت نسبة 19.7% من القاطنين تحت سن الثامنة عشر، وكانت نسبة 19.4% بين الثامنة عشر والرابعة والعشرين عاماً، ونسبة 29.2% كانت واقعةً في الفئة العمرية ما بين الخامسة والعشرين والرابعة والأربعين عاماً، ونسبة 15.5% كانت ما بين الخامسة والأربعين والرابعة والستين، ونسبة 7% كانت ضمن فئة الخامسة والستين عاماً فما فوق. يوجد لكل 100 أنثى 104.4 ذكر، ويوجد لكل 100 أنثى في الثامنة عشر من عمرها فما فوق 103.8 ذكر.
بلغ متوسط دخل الأسرة في المدينة 31,345 دولارًا، أما متوسط دخل العائلة فبلغ 45,074 دولارًا. وكان متوسط دخل الذكور 30,069 دولارًا مقابل 22,693 دولارًا للإناث. وسجل دخل الفرد الخاص بالمدينة 18,311 دولارًا. وكانت نسبة 11.4% من العائلات ونسبة 19.9% من السكان تحت خط الفقر، وكان من هؤلاء نسبة 20.7% تحت سن الثامنة عشر ونسبة 9.1% في الخامسة والستين من العمر وما فوق.

### تعداد عام 2010
بلغ عدد سكان فايتفيل 73,580 نسمة بحسب تعداد عام 2010، وبلغ عدد الأسر 30,726 أسرة وعدد العائلات 14,574 عائلة مقيمة في المدينة. في حين سجلت الكثافة السكانية 512.8 نسمة لكل كيلومتر مربع (1,328.1/ميل2). وبلغ عدد الوحدات السكنية 36,188 وحدة بمتوسط كثافة قدره 252.2 لكل كيلومتر مربع (653.2/ميل2).
وتوزع التركيب العرقي للمدينة بنسبة 83.80% من البيض و5.95% من الأمريكيين الأفارقة و1.07% من الأمريكيين الأصليين و3.08% من الأمريكيين ذوي الأصول الآسيوية و0.23% من سكان جزر المحيط الهادئ و2.79% من الأعراق الأخرى و3.07% من عرقين مختلطين أو أكثر و6.42% من الهسبانيون أو اللاتينيون من أي عرق.
بلغ عدد الأسر 30,726 أسرة كانت نسبة 24.6% منها لديها أطفال تحت سن الثامنة عشر تعيش معهم، وبلغت نسبة الأزواج القاطنين مع بعضهم البعض 33.8% من أصل المجموع الكلي للأسر، ونسبة 9.6% من الأسر كان لديها معيلات من الإناث دون وجود شريك، بينما كانت نسبة 4% من الأسر لديها معيلون من الذكور دون وجود شريكة وكانت نسبة 52.6% من غير العائلات. تألفت نسبة 36.5% من أصل جميع الأسر من عدة أفراد يعيشون في نفس المنزل ونسبة 6.1% كانت تتألف من شخص يعيش بمفرده يبلغ من العمر 65 عاماً أو أكثر. وبلغ متوسط حجم الأسرة المعيشية 2.17، أما متوسط حجم العائلات فبلغ 2.92.
بلغ العمر الوسطي للسكان 27.2 عاماً. وكانت نسبة 18.5% من القاطنين تحت سن الثامنة عشر، وكانت نسبة 26.2% بين الثامنة عشر والرابعة والعشرين عاماً، ونسبة 29.7% كانت واقعةً في الفئة العمرية ما بين الخامسة والعشرين والرابعة والأربعين عاماً، ونسبة 17.8% كانت ما بين الخامسة والأربعين والرابعة والستين، ونسبة 7.8% كانت ضمن فئة الخامسة والستين عاماً فما فوق. وتوزع التركيب الجنسي للسكان بنسبة 50.3% ذكور و49.7% إناث.

## أعلام
- جون وليامز
- ريتشارد إو. كوفي
- أندي ستار
- ستايسي لويس
- مايك كونلي جونيور
- جيمس د. ووكر
- ميلر وليامز
- مارك بريور
- مالكولم نولز
- ليسا بلونت

## وصلات خارجية
- www.accessfayetteville.org
- The US50 - Cities and Towns in Arkansas State
- 2012 United States Census Estimate